# ルーク・ダニエルズ
ルーク・ダニエルズ（Luke Daniels、1988年1月5日 - ）は、イングランド・ボルトン出身の元プロサッカー選手。現役時代のポジションはGK。

## 経歴
マンチェスター・ユナイテッドFCのアカデミーでプレーを始めたが、2004年に退団。その後、ウェスト・ブロムウィッチ・アルビオンFCのアカデミーに入団した。2006年6月、クラブと最初のプロ契約を結んだ。
2013–14シーズンのプレミアリーグ・エヴァートンFC戦で負傷したベン・フォスターに代わり途中出場。念願のトップチームデビューを果たした。プレミアリーグでの出場記録は結局この試合が最初で最後になった。
2015年1月22日、サウスエンド・ユナイテッドFCに完全移籍。契約は2年半。
2017年5月24日、ブレントフォードFCにフリーで加入。
2021年8月9日、ミドルズブラFCと2年契約を結んだ。
2023年7月14日、フォレストグリーン・ローヴァーズFCに移籍した。

## 所属クラブ
ユース
- マンチェスター・ユナイテッドFC 1997-2004
- ウェスト・ブロムウィッチ・アルビオンFC 2004-2006

プロ
- ウェスト・ブロムウィッチ・アルビオンFC 2006-2015

→ マザーウェルFC 2008 (loan)
→ シュルーズベリー・タウンFC 2008-2009 (loan)
→ トレンメア・ローヴァーズFC 2009-2010 (loan)
→ チャールトン・アスレティックFC 2010 (loan)
→ ロッチデールAFC 2010 (loan)
→ ブリストル・ローヴァーズFC 2011 (loan)
→ サウスエンド・ユナイテッドFC 2011-2012 (loan)
- サウスエンド・ユナイテッドFC 2015-2017
- ブレントフォードFC 2017-2021
- ミドルズブラFC 2021-2023
- フォレストグリーン・ローヴァーズFC 2023-2024